# Хосе Шамот
Хосе Шамот (ісп. José Chamot, нар. 17 травня 1969, Консепсьйон-дель-Уругвай) — аргентинський футболіст, захисник. По завершенні ігрової кар'єри — тренер. Наразі входить до тренерського штабу клубу «Рівер Плейт».

## Клубна кар'єра
Народився 17 травня 1969 року в місті Консепсьйон-дель-Уругвай. Вихованець футбольної школи клубу «Хімнасія і Есгріма» (Хухуй).
У дорослому футболі дебютував 1988 року виступами за «Росаріо Сентраль», в якому провів два сезони, взявши участь у 58 матчах чемпіонату.
Згодом, з 1990 по 1994 рік, грав у складі клубів «Піза» та «Фоджа».
Своєю грою за останню команду привернув увагу представників тренерського штабу клубу «Лаціо», до складу якого приєднався влітку 1994 року. Відіграв за «біло-блакитних» наступні чотири сезони своєї ігрової кар'єри. Більшість часу, проведеного у складі «Лаціо», був основним гравцем захисту команди. За цей час виборов титул володаря Кубка Італії.
Протягом 1998–2004 років захищав кольори клубів «Атлетіко», «Мілана» та «Леганеса». Протягом цих років додав до переліку своїх трофеїв ще один титул володаря Кубка Італії, ставав переможцем Ліги чемпіонів УЄФА.
Завершив професійну ігрову кар'єру у клубі «Росаріо Сентраль», у складі якого вже виступав раніше. Хосе вдруге прийшов до команди 2004 року і захищав її кольори до припинення виступів на професійному рівні у 2006 році.

## Виступи за збірну
1993 року дебютував в офіційних матчах у складі національної збірної Аргентини. Протягом кар'єри у національній команді, яка тривала 10 років, провів у формі головної команди країни 43 матчі, забивши 2 голи.
У 1996 році брав участь в Олімпійських іграх, де Аргентина дійшла до фіналу, але поступилася збірній Нігерії.
У складі збірної був учасником чемпіонату світу 1994 року у США, розіграшу Кубка Конфедерацій 1995 року у Саудівській Аравії, де разом з командою здобув «срібло», розіграшу Кубка Америки 1995 року в Уругваї, чемпіонату світу 1998 року у Франції та чемпіонату світу 2002 року в Японії і Південній Кореї

## Кар'єра тренера
Розпочав тренерську кар'єру, увійшовши після завершення виступів до тренерського штабу клубу «Росаріо Сентраль».
З 2011 року входить до тренерського штабу клубу «Рівер Плейт».

## Титули і досягнення
Гравець
- Володар Кубка Італії (2):

«Лаціо»: 1997-98
«Мілан»: 2002-03
- Переможець Ліги чемпіонів УЄФА (1):

«Мілан»: 2002-03
- Срібний олімпійський призер: 1996

Тренер
- Володар Кубка Парагваю (1):

«Лібертад»: 2019